# Łapińce (rejon postawski)
Łapińce (biał. Лапінцы; ros. Лапинцы) − wieś na Białorusi, w obwodzie witebskim, w rejonie postawskim, w sielsowiecie Komaje.

## Historia
W czasach zaborów wieś i folwark w gminie Kobylnik, w powiecie święciańskim, w guberni wileńskiej Imperium Rosyjskiego. W 1905 roku wieś liczyła 49 mieszkańców, 66 dziesięcin; folwark liczył 18 mieszkańców, 132 dziesięciny, własność Pawłowskiego.
Po I wojnie światowej pod administracją polską, w Zarządzie Cywilnym Ziem Wschodnich. W latach 1920–1922 w składzie Litwy Środkowej.
Od 11 kwietnia 1922 wieś i folwark leżały w Polsce, w województwie wileńskim, w powiecie święciańskim, od 1926 roku w powiecie postawskim, w gminie Kobylnik.
W 1931:
- wieś w 9 domach zamieszkiwało 57 osób[3].
- folwark w 5 domach zamieszkiwały 34 osoby[3].

W 1938 roku miejscowość należała do gromady Jakowicze gminy Kobylnik.
Do 1945 w Polsce. Od 1946 roku w granicach Związku Sowieckiego. Od 1991 w niepodległej Białorusi.